# デッド (オビチュアリーのアルバム)
『デッド』（Dead）は、アメリカのデスメタル・バンド、オビチュアリーによるライブ・アルバム。タイトルは、それが「ライブ」アルバムであることへのコミカルな言及となっている。

## 収録曲
| #         | タイトル                                               | 作詞      | 作曲・編曲 | オリジナル・アルバム           | 時間 |
| --------- | ------------------------------------------------------ | --------- | ---------- | ------------------------------ | ---- |
| 1.        | 「ダウンロード - "Download"」                          |           |            | 『バック・フロム・ザ・デッド』 | 3:00 |
| 2.        | 「チョップト・イン・ハーフ - "Chopped in Half"」       |           |            | 『コーズ・オブ・デス』         | 0:46 |
| 3.        | 「ターンド・インサイド・アウト - "Turned Inside Out"」 |           |            | 『コーズ・オブ・デス』         | 5:03 |
| 4.        | 「スレトニング・スカイズ - "Threatening Skies"」       |           |            | 『バック・フロム・ザ・デッド』 | 2:27 |
| 5.        | 「バイ・ザ・ライト - "By the Light"」                  |           |            | 『バック・フロム・ザ・デッド』 | 3:01 |
| 6.        | 「ダイイング - "Dying"」                               |           |            | 『コーズ・オブ・デス』         | 4:36 |
| 7.        | 「コーズ・オブ・デス - "Cause of Death"」              |           |            | 『コーズ・オブ・デス』         | 5:43 |
| 8.        | 「アイム・イン・ペイン - "I'm in Pain"」               |           |            | 『ジ・エンド・コンプリート』   | 4:54 |
| 9.        | 「リワインド - "Rewind"」                              |           |            | 『バック・フロム・ザ・デッド』 | 4:03 |
| 10.       | 「ティル・デス - "'Til Death"」                        |           |            | 『スロウリー・ウィ・ロット』   | 4:25 |
| 11.       | 「キル・フォー・ミー - "Kill for Me"」                 |           |            | 『ワールド・ディマイズ』       | 2:34 |
| 12.       | 「ドント・ケア - "Don't Care"」                        |           |            | 『ワールド・ディマイズ』       | 3:09 |
| 13.       | 「プラトニック・ディジーズ - "Platonic Disease"」      |           |            | 『バック・フロム・ザ・デッド』 | 4:04 |
| 14.       | 「バック・フロム・ザ・デッド - "Back from the Dead"」  |           |            | 『バック・フロム・ザ・デッド』 | 5:55 |
| 15.       | 「ファイナル・ソーツ - "Final Thoughts"」              |           |            | 『ワールド・ディマイズ』       | 4:01 |
| 16.       | 「スロウリー・ウィ・ロット - "Slowly We Rot"」         |           |            | 『スロウリー・ウィ・ロット』   | 5:06 |
| 合計時間: | 合計時間:                                              | 合計時間: | 62:47      |                                |      |

## 参加メンバー
- ジョン・ターディ (John Tardy) – ボーカル
- アレン・ウェスト (Allen West) – リード・ギター
- トレヴァー・ペレス (Trevor Peres) – リズム・ギター
- フランク・ワトキンス (Frank Watkins) – ベース
- ドナルド・ターディ (Donald Tardy) – ドラム